# トバイアス・フルノー

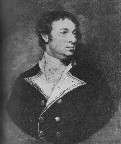
フルノー

トバイアス・フルノー（Tobias Furneaux、1735年8月21日 – 1781年9月19日）は、イギリスの航海者、イギリス海軍将校。イングランド南西部プリマス近郊スウィリーの生まれ。ジェームズ・クックの第2次航海に参加。世界一周航海を最初に両周り（東周り・西周り）で行った一人であり、その後、アメリカ独立戦争ではイギリスの軍艦を指揮した。

## 略歴
- イギリス海軍に従軍し、フランス、アフリカ沿岸で任務に就く。
- 西インド諸島では七年戦争後期に参加。
- 1766年8月 - 1768年5月、サミュエル・ウォリスのドルフィン号に乗船、世界周遊航海に参加。
- 1772 - 1775年、ジェームズ・クックの第2次航海で、アドヴェンチャー号を指揮してクックのレゾリューション号に随伴。
- 1775年 - 艦長となり、アメリカ独立戦争中の1776年6月28日、軍艦サイレンの艦長としてサウスカロライナ州チャールストンへの攻撃に参加。